# Actínids (biologia)
Els actínids (Actiniidae) són una família d'antozous hexacoral·lis que inclou nombroses espècie d'anemones de mar. Els membres d'aquesta família no participen en simbiosi amb els peixos, excepte Entacmaea quadricolor (amb els Amphiprioninae i certs apogònids), l'anemone de mar comuna (amb el cabot d'ortiga) i Urticina piscivora (amb Oxylebius pictus).
La taxonomia dels actínids és sovint molt difícil. El problema amb la identificació dels gèneres dins d'aquesta família és que la majoria de les espècies són fàcilment distingibles quan són vives, però quan es fixen perden el seu color i algunes altres característiques.
La disposició dels tentacles és important en la definició de gèneres per a les famílies de l'ordre Actiniaria. Hi pot haver un tentacle per espai entre mesenteris o pot haver-hi més d'un tentacle entre cada dos mesenteris. Els membres de la família Actiniidae tenen un tentacle per espai.

## Imatges

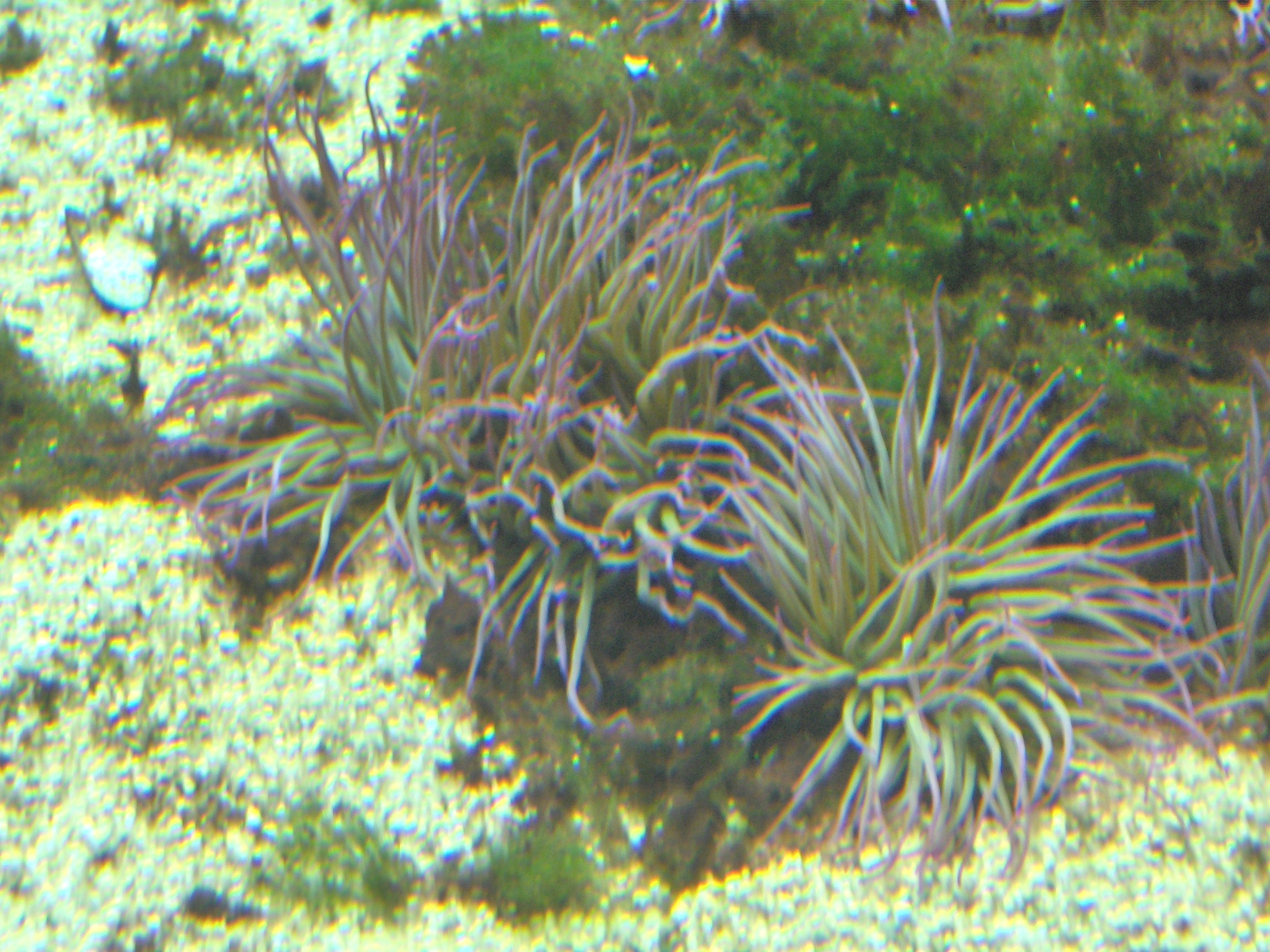
Anemonia sulcata
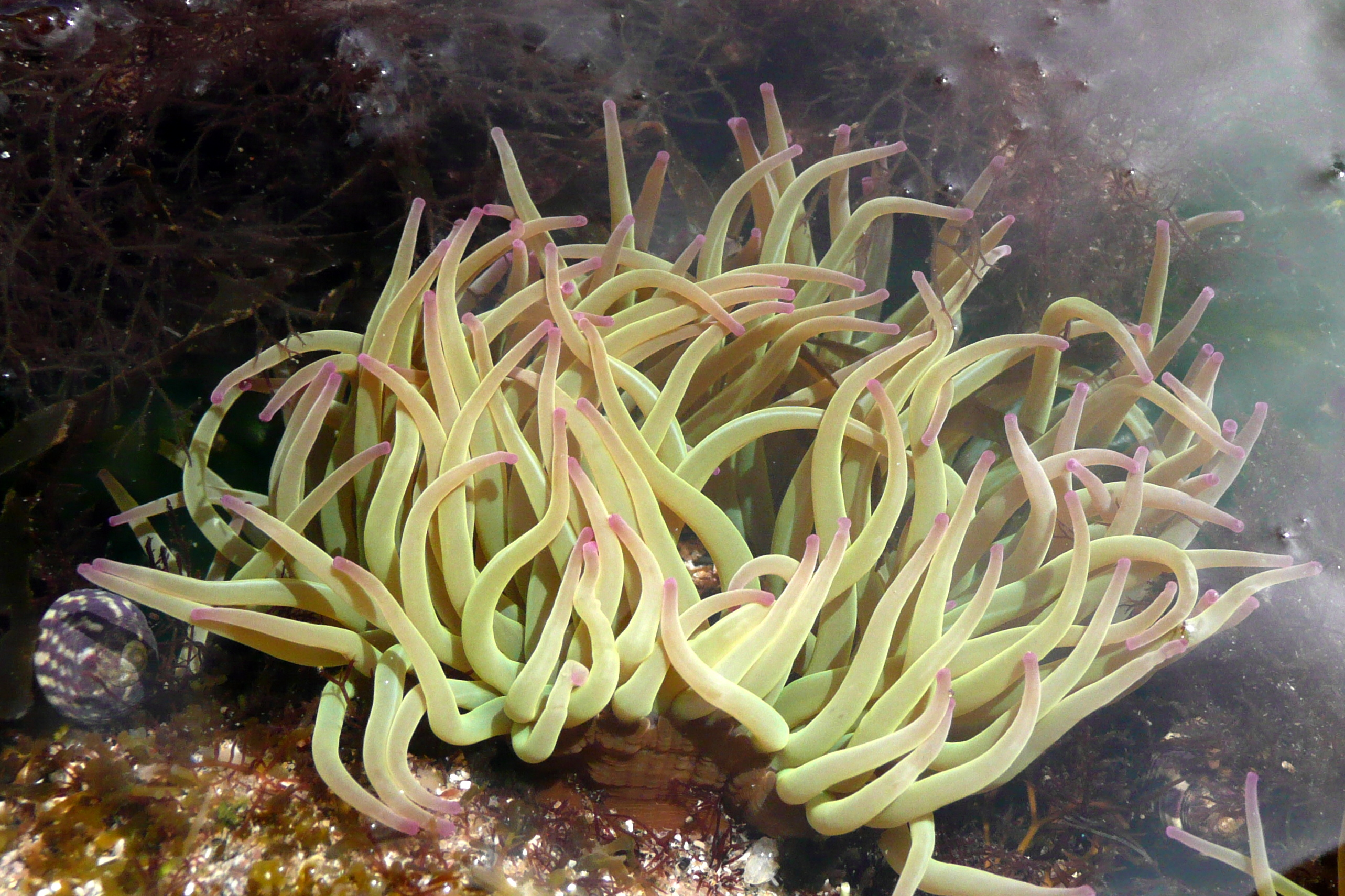
Anemonia viridis
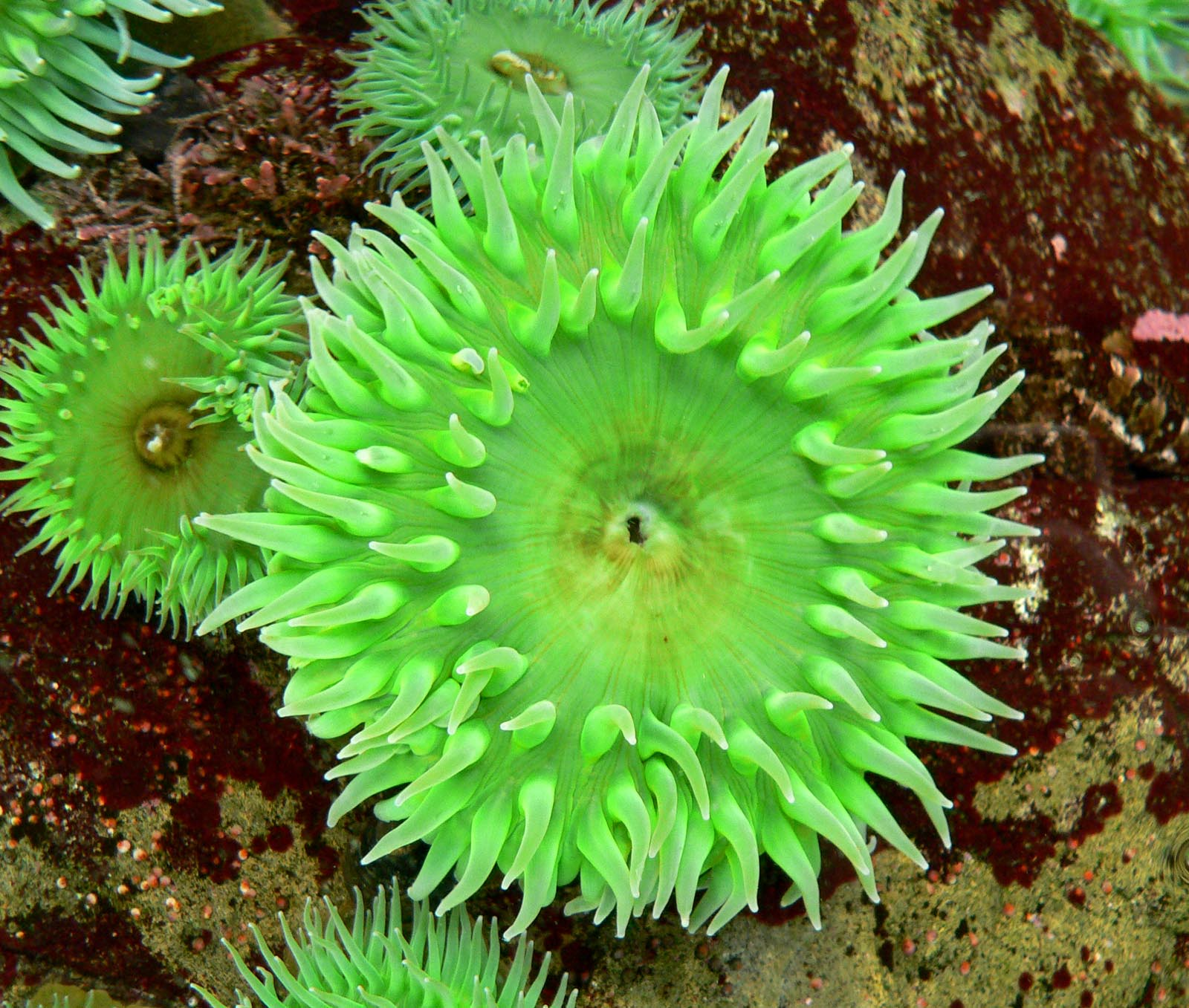
Anthopleura xanthogrammica
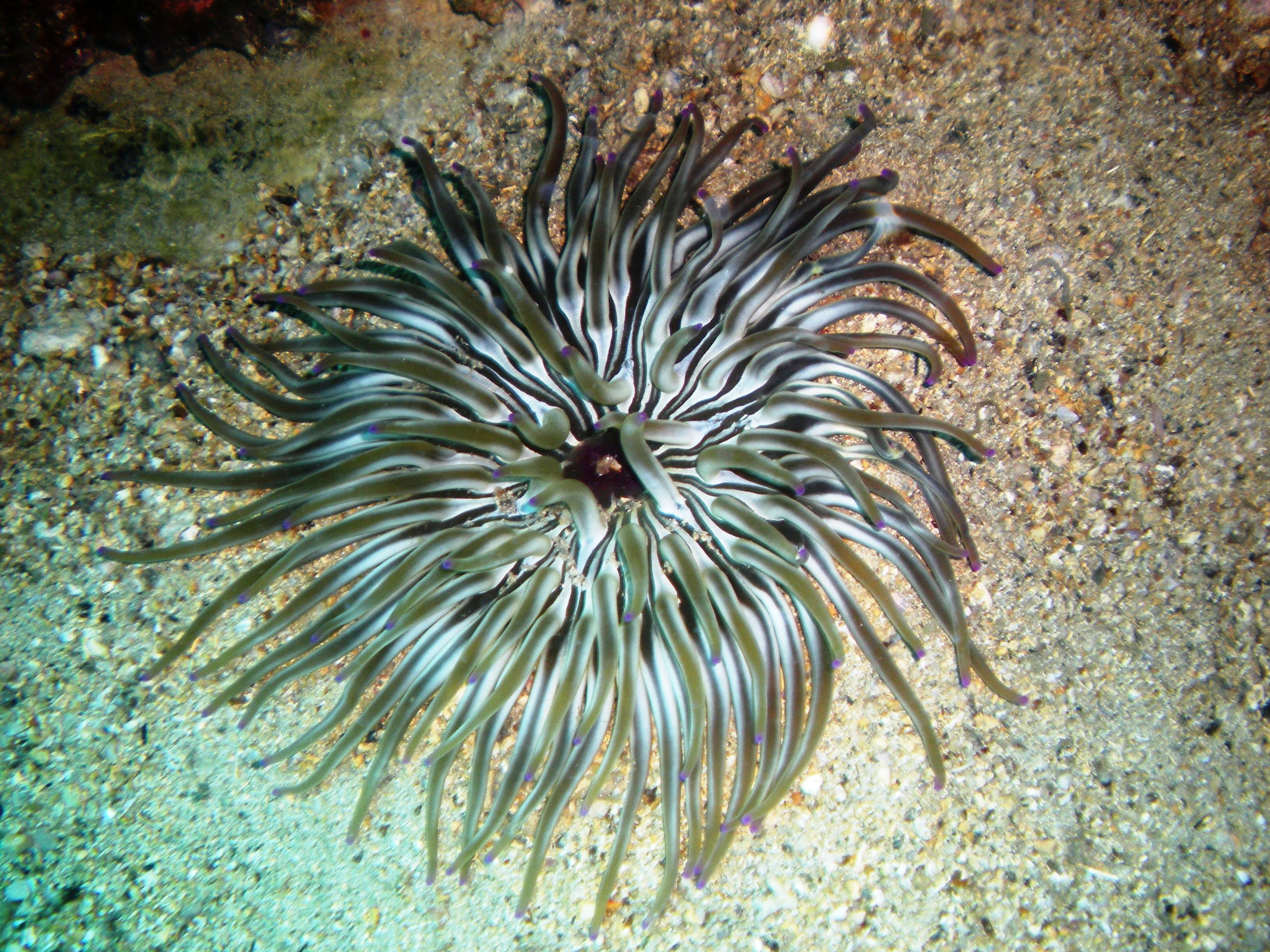
Condylactis aurantiaca
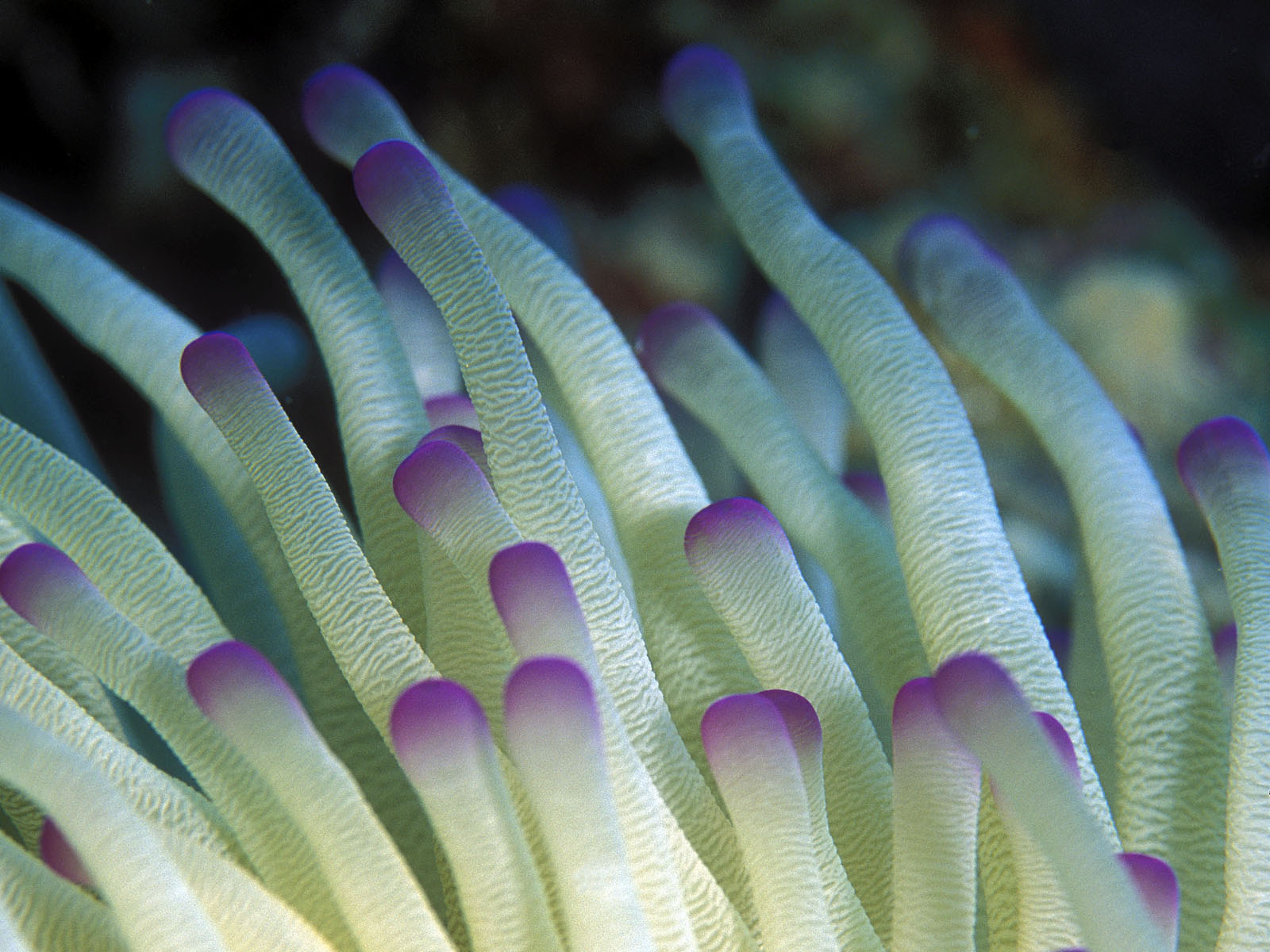
Condylactis gigantea
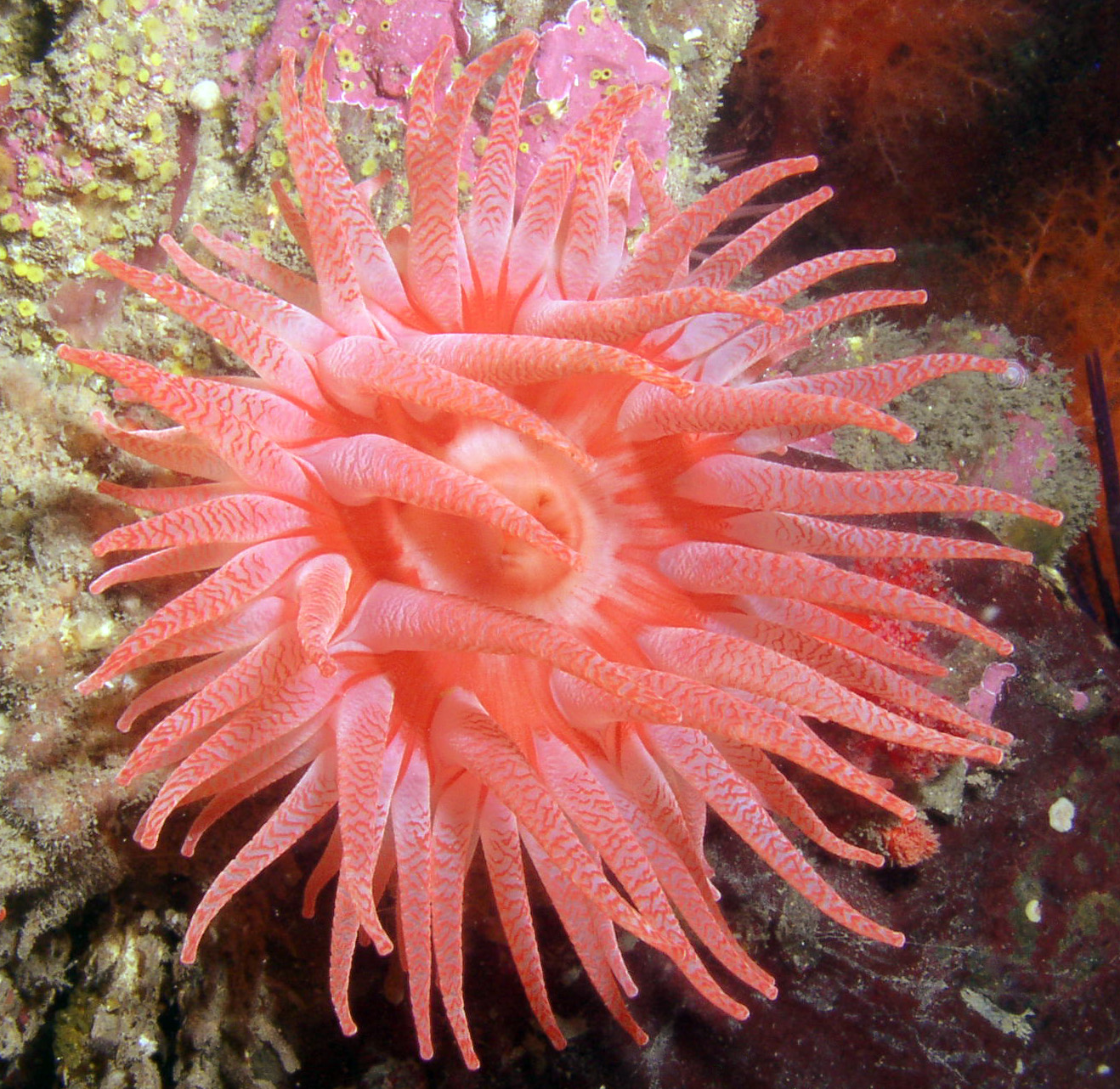
Cribrinopsis fernaldi
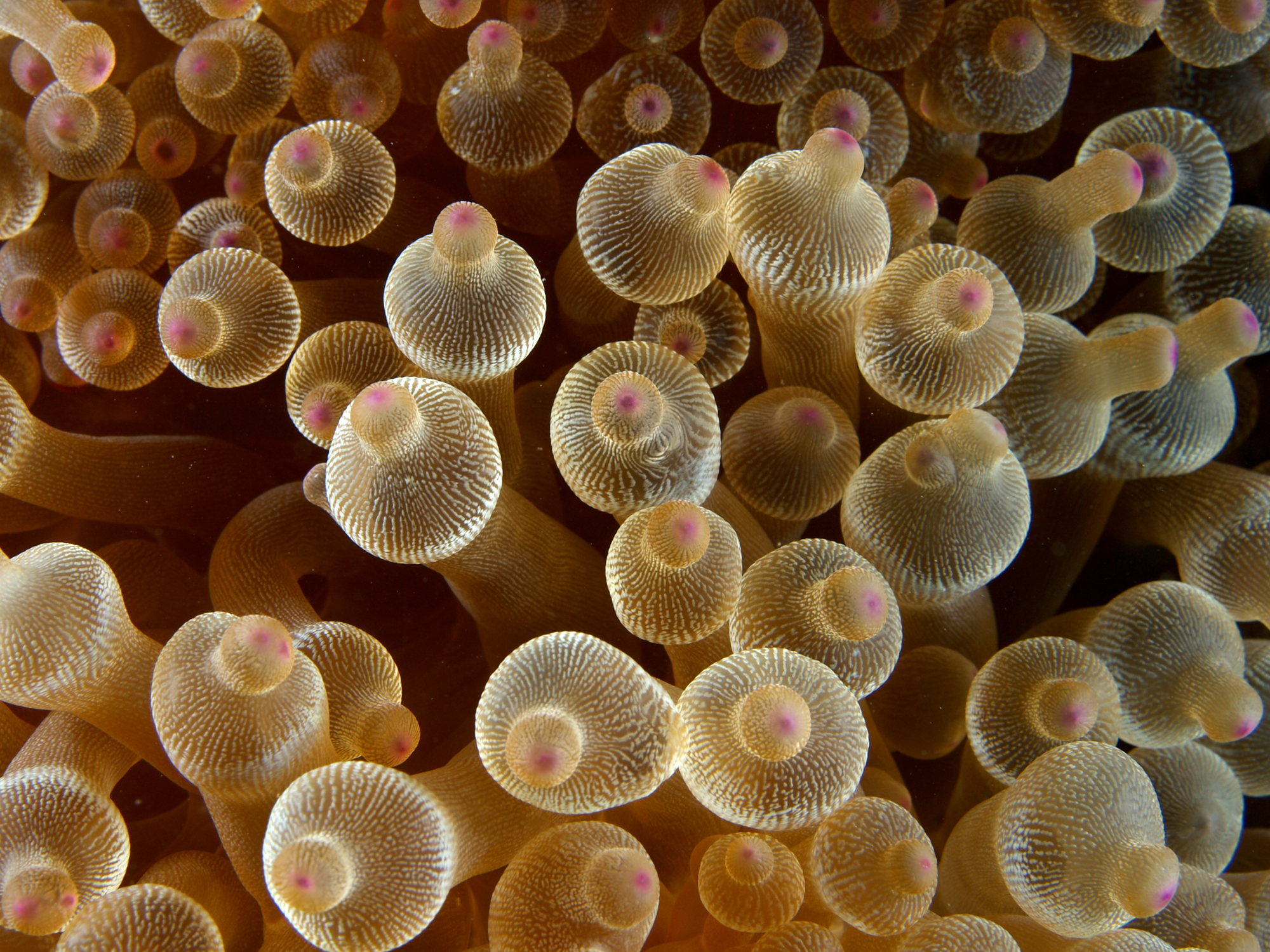
Entacmaea quadricolor
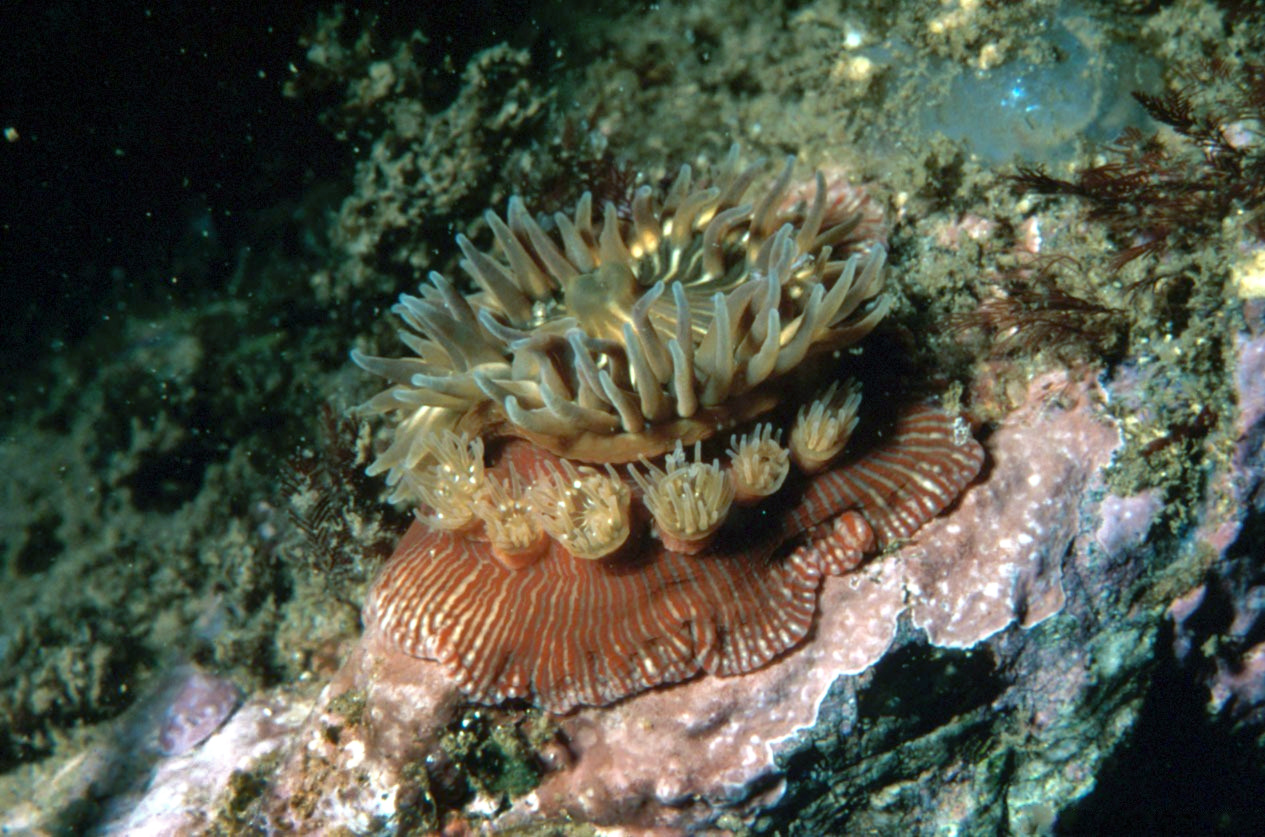
Epiactis prolifera
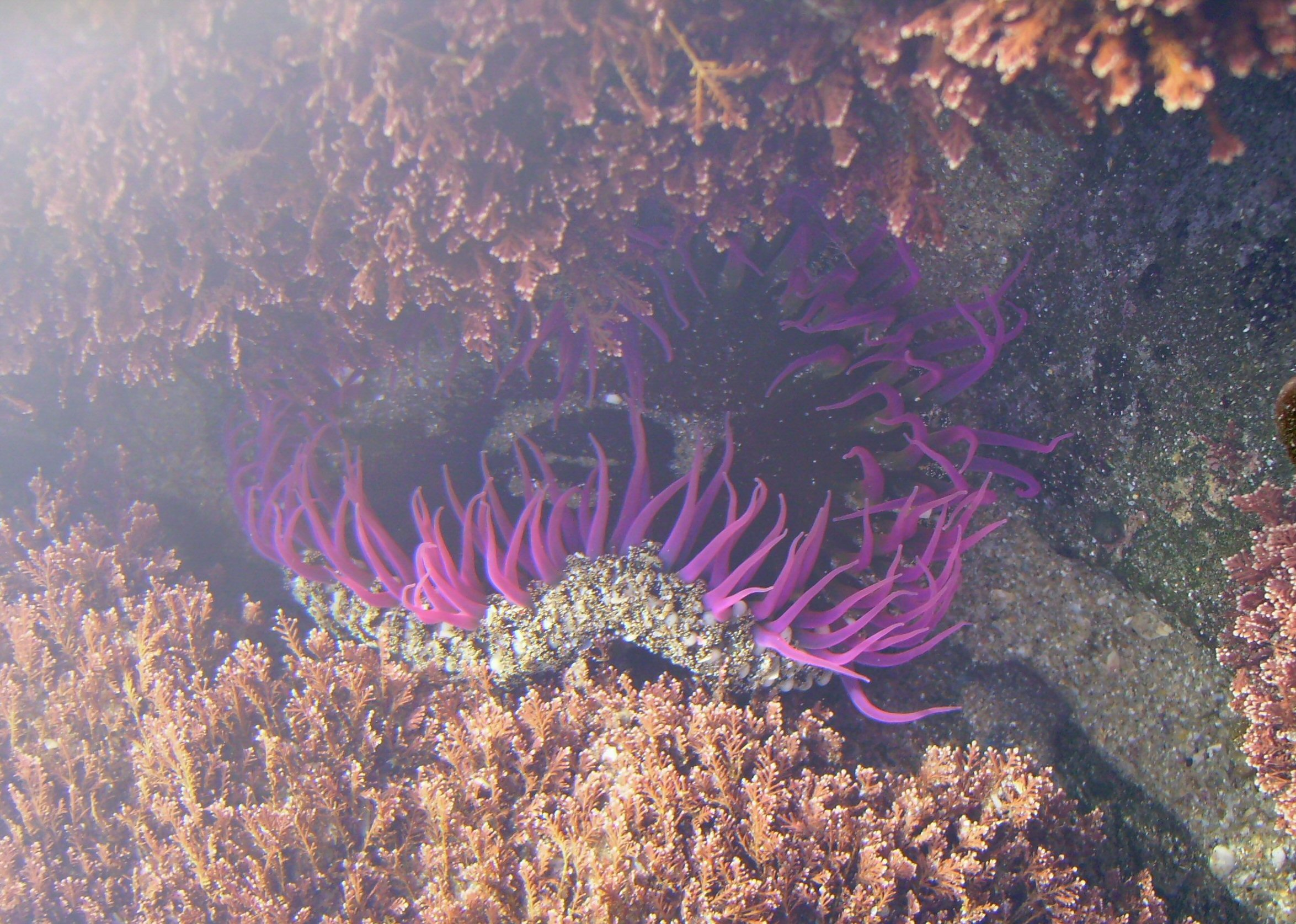
Isocradactis magna
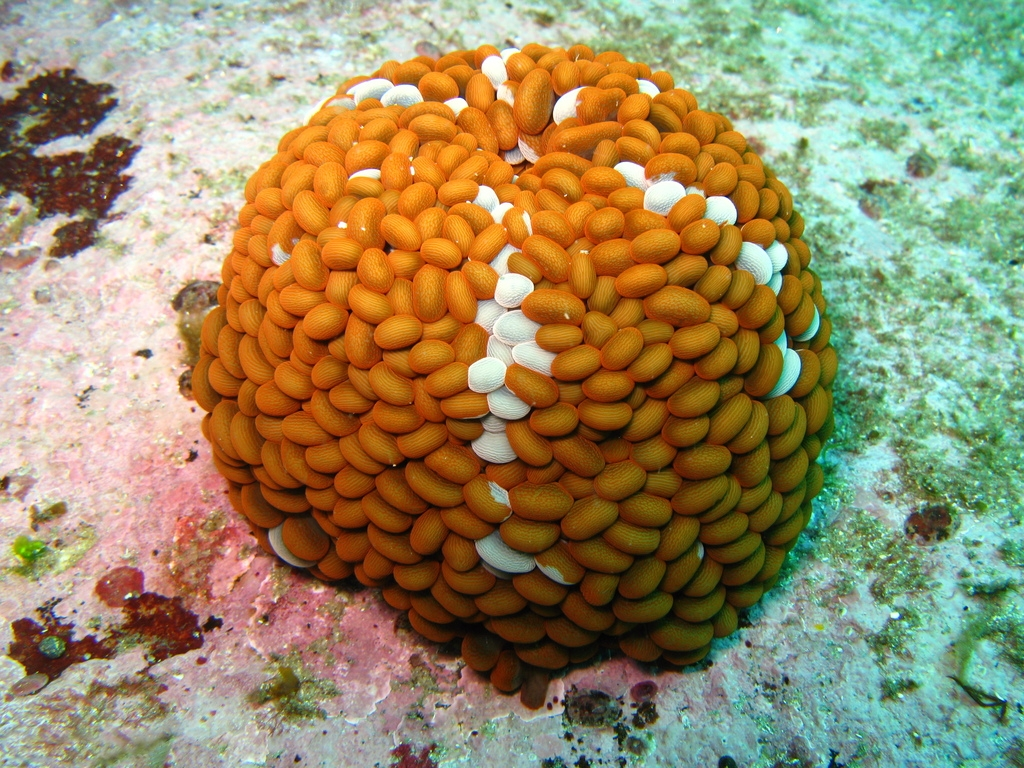
Phlyctenactis tuberculosa
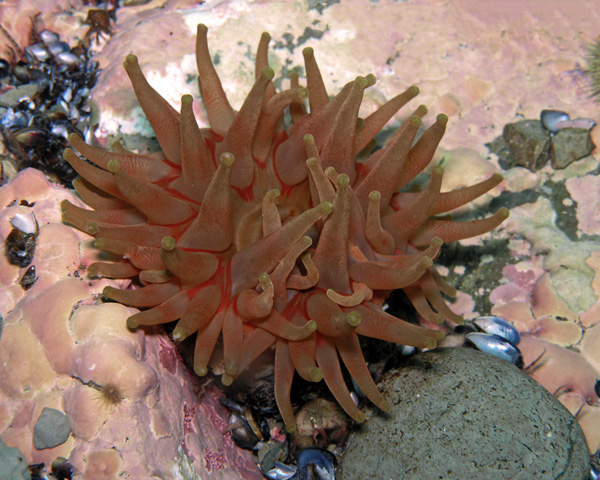
Urticina felina
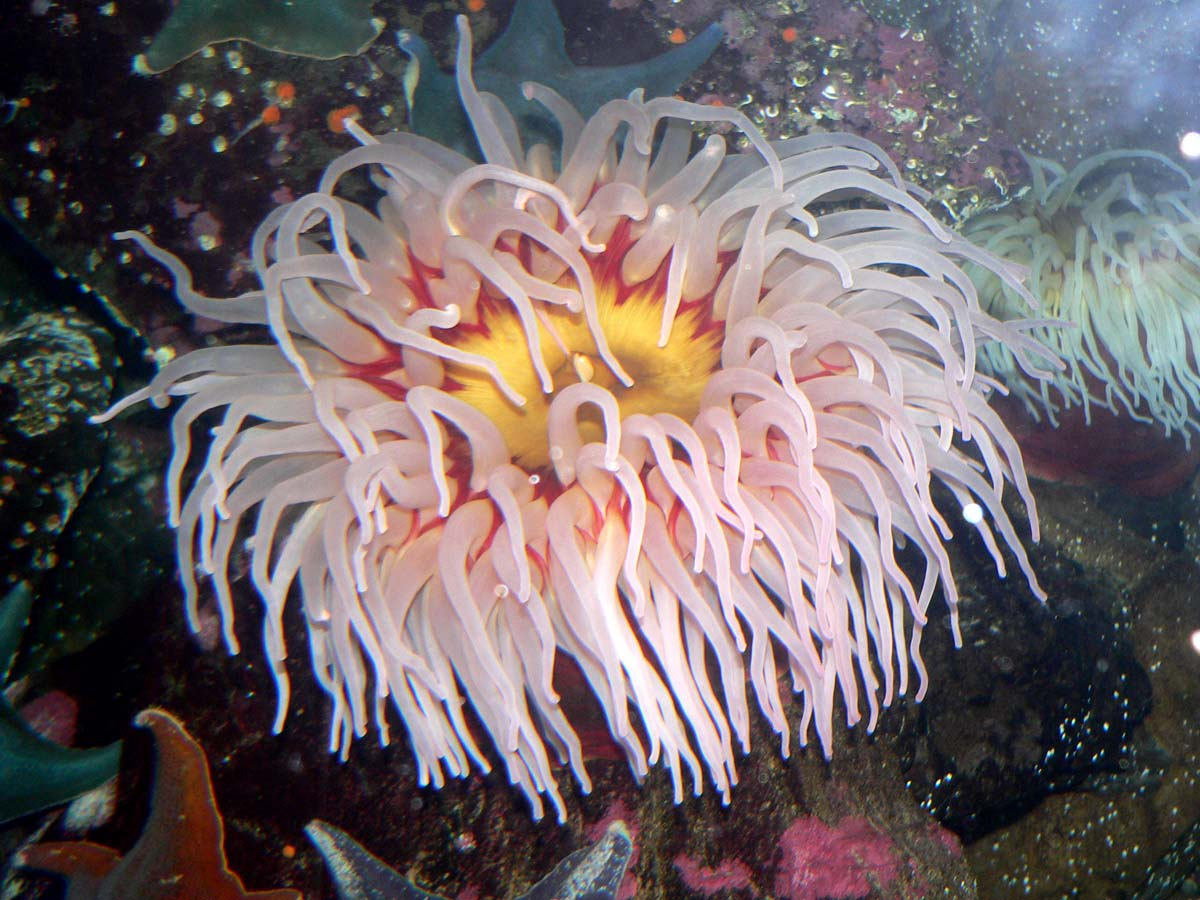
Urticina piscivora

## Gèneres
En la literatura recent, es troba informació contradictòria sobre el nombre de gèneres vàlids. Mentre Estefanía Rodríguez, Mary Daly i Megan Daphne G. Fautin (Daly et al., 2007) descriuen 44 gèneres, Daphne G. Fautin (2009) enumera a la base de dades «Hexacorallians of the World Sea anemones, Corals, and their allies Arxivat 2016-01-22 a Wayback Machine.» 55 gèneres.
Els gèneres d'aquesta família inclouen:
- Actinia, Linnaeus, 1767
- Actinioides, Haddon & Shackleton, 1893
- Actinopsis
- Actinostella
- Anemonia, Risso, 1826
- Antheopsis, Simon, 1892
- Anthopleura, Duchassaing de Fonbressin & Michelotti, 1860
- Anthostella, Carlgren, 1938
- Aulactinia, Verrill, 1864
- Bolocera, Gosse, 1860
- Boloceropsis, McMurrich, 1904
- Bunodactis, Verril, 1899
- Bunodosoma, Verrill, 1899
- Cancrisocia
- Cladactella, Verrill, 1928
- Cnidopus, Carlgren, 1934
- Condylactis, Duchassaing de Fombressin & Michelotti, 1864
- Cribrina
- Cribrinopsis, Carlgren, 1922
- Cystiactis
- Dofleinia, Wassilieff, 1908
- Entacmaea, Ehrenberg, 1834
- Epiactis, Verrill, 1869
- Evactis, Verrill, 1869
- Glyphoperidium, Roule, 1909
- Glyphostylum, Roule, 1909
- Gyractis, Boveri, 1893
- Gyrostoma, Kwietniewski, 1898
- Isactinia, Carlgren, 1900
- Isanemonia, Carlgren, 1950
- Isantheopsis, Carlgren, 1942
- Isoaulactinia, Belém, Herrera & Schlenz, 1996
- Isocradactis, Carlgren, 1924
- Isosicyonis, Carlgren, 1927
- Isotealia, Carlgren, 1899
- Isoulactis
- Korsaranthus, Riemann-Zurneck, 1999
- Leiotealia
- Leipsiceras, Stephenson, 1918
- Macrodactyla, Haddon, 1898
- Mesactinia, England, 1987
- Myonanthus, McMurrich, 1893
- Neocondylactis, England, 1987
- Neoparacondylactis, Zamponi, 1974
- Onubactis, Lopez-Gonzalez, den Hartog & Garcia-Gomez, 1995
- Oulactis, Milne Edwards & Haime, 1851
- Parabunodactis, Carlgren, 1928
- Paracondylactis, Carlgren, 1934
- Paractis, Milne-Edwards & Haime, 1851
- Paranemonia, Carlgren, 1900
- Parantheopsis, McMurrich, 1904
- Paratealia, Mathew & Kurian, 1979
- Phialoba, Carlgren, 1949
- Phlyctenactis, Stuckey, 1909
- Phlyctenanthus, Carlgren, 1949
- Phyllactis, Milne Edwards & Haime, 1851
- Phymactis, Milne Edwards, 1857
- Phymanthea
- Pseudactinia, Carlgren, 1928
- Saccactis
- Spheractis, England, 1992
- Stylobates, Dall, 1903
- Synantheopsis, England, 1992
- Tealia, Gosse, 1858
- Tealianthus, Carlgren, 1927
- Telactinia, England, 1987
- Urticina, Ehrenberg, 1834
- Urticinopsis, Carlgren, 1927